# 小井沼紀芳
小井沼 紀芳（こいぬま きよし、1955年〈昭和30年〉6月29日 - ）は、日本の外交官。2016年（平成28年）8月26日からオーストリア駐箚特命全権大使。

## 経歴・人物
東京都出身。1977年、外務公務員採用上級試験合格。1978年、慶應義塾大学経済学部を卒業して、外務省に入省。ミュンヘン大学に留学。最初の任地として在オーストリア大使館に二年間勤務。
1989年8月、在ドイツ連邦共和国日本国大使館一等書記官、1991年4月。在ドイツ日本国大使館一等書記官、1992年8月、在ヴィエトナム日本国大使館一等書記官。
1994年9月、総合外交政策局総務課企画官。1995年4月、総合外交政策局国際社会協力部人権難民課難民支援室長。1997年4月、大臣官房領事移住部外国人課長。1999年1月、在ウィーン国際機関日本政府代表部参事官。
2001年3月、在ミャンマー日本国大使館 参事官。2002年1月、在ミャンマー日本国大使館 公使。2003年5月、大臣官房兼内閣府事務官 大臣官房参事官兼国立公文書館アジア歴史資料センター次長。2004年8月、大臣官房参事官兼領事局、大臣官房国際社会協力部。2005年8月、法務省札幌入国管理局長。
2008年4月、在ドイツ日本国大使館公使。2010年（平成22年）1月、 在デュッセルドルフ日本国総領事館 総領事。2013年（平成25年）10月11日、ザンビア駐箚特命全権大使。
2016年（平成28年）8月26日、オーストリア駐箚特命全権大使。10月21日、コソボ駐箚特命全権大使兼マケドニア駐箚特命全権大使を兼務。

## 同期
- 宮家邦彦（キヤノングローバル戦略研究所研究主幹、立命館大学客員教授）
- 新井勉（13年駐カメルーン大使）
- 大嶋英一（12年駐フィジー大使）
- 辻優（13年駐オランダ大使・12年駐クロアチア大使）
- 水上正史（12年駐アルゼンチン大使・10年外務省中南米局長）
- 菅沼健一（12年駐ブルネイ大使・09年駐ジュネーブ日本政府代表部大使）
- 猪俣弘司（13年駐パキスタン大使・10年駐サンフランシスコ総領事）
- 貝谷俊男（13年駐グルジア大使）
- 二石昌人（13年駐ブルキナファソ大使）
- 篠原守（13年駐コスタリカ大使）
- 岡田憲治（16年駐ベネズエラ大使）
- 松富重夫（14年駐イスラエル大使・12年外務省国際情報統括官・10年外務省中東アフリカ局長）
- 梅田邦夫（14年駐ブラジル大使）
- 草賀純男（13年ニューヨーク総領事）
- 軽部洋（16年駐コンゴ民主共和国大使）
- 小川和也（18年駐アルジェリア大使）